# Ilir Belliu
Ilir Belliu (Coriza, 1971 – Lago Bovilla, 2001) è stato un poeta albanese.

## Biografia
Nacque a Coriza nel 1971 ed ebbe un'infanzia difficile in seguito all'abbandono da parte della madre e fu cresciuto dalla matrigna. Si iscrisse presso l'Università di Elbasan "Aleksandër Xhuvani" per studiare lingua e letteratura, abbandonando gli studi dopo due anni. Fu inoltre apertamente omosessuale. Pubblicò il suo primo ciclo di poesie nel 1989 sulla rivista Zëri i Rinisë e diede poi alle stampe nel 1992 la sua unica raccolta di poesie pubblicata in vita, Vetmi me mërzë.
Tentò il suicidio intorno al 1990 lanciandosi dal sesto piano di un palazzo ma sopravvisse. Successivamente nel 2001 si sarebbe suicidato annegandosi nel lago Bovilla, all'interno del Parco nazionale del monte Dajt. Il luogo era considerato un luogo d'incontro per persone omosessuali e vi è il sospetto che la sua morte non sia stata accidentale o auto inflitta.
Dopo la sua morte i suoi manoscritti furono custoditi dal collega Skënder Rusi, che pubblicò due volumi delle sue poesie: Një lumë i vogël në kafkën time (2002) e Murgu i muzgut (2005).